# Arthur Prévost
Pour les articles homonymes, voir Arthur Prévost (journaliste) et Prevost.
Arthur Prevost (Tournai, 9 juillet 1888 – Bruxelles, 10 juin 1967) est un compositeur, chef d'orchestre, clarinettiste et professeur de musique de nationalité belge.

## Biographie
Prevost est né dans une famille de musiciens. Son frère, Germain Prevost était le 1er violoniste dans le fameux Pro Arte Quartet. En 1904, Arthur Prévost fit son service militaire comme clarinettiste dans la Fanfare militaire du 1er régiment de Grenadiers. Il travaillait également comme clarinettiste dans l'orchestre du Théâtre royal de la Monnaie à Bruxelles. En 1910, il devint le chef de la Musique du 11e Régiment de Ligne stationné à Hasselt. En 1913, il fut nommé chef de l'orchestre du 2e régiment de Carabiniers. En 1918, il succéda à Léon Walpot à la tête de la Musique royale des Guides à Bruxelles. En 1929, il effectua avec cet orchestre une tournée triomphale à travers les États-Unis. Ils furent reçus à cette occasion à la Maison-Blanche par le président Herbert Hoover. C'est grâce à lui que la Musique royale des Guides a atteint son niveau actuel. En 1944, il prit sa pension, mais ne quitta pas pour autant la musique car il devint chef pour des orchestres amateurs.
En 1919, il était aussi chef de l' Harmonie royale de Pâturages et en 1942 il est un des membres-fondateurs de la Fanfare Paul Gilson à Bruxelles, fanfare qu'il dirigera. Il fut également directeur artistique du Pro Arte Ensemble, chef de la Fanfare de Frameries ainsi que de l' Harmonie royale de Wasmes.
De 1948 à 1950, il enseigna l'instrumentation et l'orchestration pour un orchestre harmonique au Conservatoire de musique de Genève. De 1946 à 1951, il dirige en même temps l' Harmonie Nautique de Genève.
Il a adapté de nombreux morceaux pour la Musique royale des Guides et notamment le Toccata en Fuge en d-mineur, BWV 565, la Pastorale en F majeur, BWV 590, la Fantaisie (prélude) et fugue BWV 537, le Concerto pour orgue nº .3 en C majeur, BWV 594 de Johann Sebastian Bach; Daphnis et Chloë de Maurice Ravel; la Pavane pour une infante défunte de Maurice Ravel et une Suite du Ballet "Petrouchka" d’Igor Stravinsky.
Mais il est surtout connu pour ses marches militaires. La plus connue et la plus populaire est la Marche du 5e escadron du 1er régiment des Guides.

## Compositions

### Œuvres pour orchestre
- In memoriam, pour orchestre à cordes

### Œuvres pour harmonie
- A la Russe
- Églogue
- Chansons populaires condruziennes
- March of the Anti-Aircraft Artillery
- Marche de Concert
- Marche Historique Française
- Marche des London Guards
- Marche de la de DTCA
- Marche de l'École Royale Militaire - van de Koninklijke Militaire School
- Marche de la Gendarmerie (van de Rijkswacht)
- Marche de l'Artillerie à Cheval
- Marche du 1er Escadron du 1er Régiment des Guides
- Marche du 2e Escadron du 1er Régiment des Guides
- Marche du 3e Escadron du 1er Régiment des Guides
- Marche du 4e Escadron du 1er Régiment des Guides
- Marche du 5e Escadron du 1er Régiment des Guides
- Marche du 6e Escadron du 1er Régiment des Guides
- Marche du 5e Régiment de Lanciers
- Marche de la Croix-Rouge Belge
- Petite Suite en mi
- Refrains des Régiments de l'Armée de Sambre et Meuse

### Musique de film
- Belgium-Congo
- L'Armée dans la bataille du charbon

## Source
- (nl) Cet article est partiellement ou en totalité issu de l’article de Wikipédia en néerlandais intitulé « Arthur Prévost » (voir la liste des auteurs).